# Saint-Valery
Saint-Valery is een gemeente in het Franse departement Oise (regio Hauts-de-France) en telt 59 inwoners (2009). De plaats maakt deel uit van het arrondissement Beauvais.

## Geografie
De oppervlakte van Saint-Valery bedraagt 4,5 km², de bevolkingsdichtheid is dus 13,1 inwoners per km².

De onderstaande kaart toont de ligging van Saint-Valery met de belangrijkste infrastructuur en aangrenzende gemeenten.

## Demografie
Onderstaande figuur toont het verloop van het inwonertal (bron: INSEE-tellingen).

1. ↑  Populations de référence 2022.